# 卡爾德莫沃區

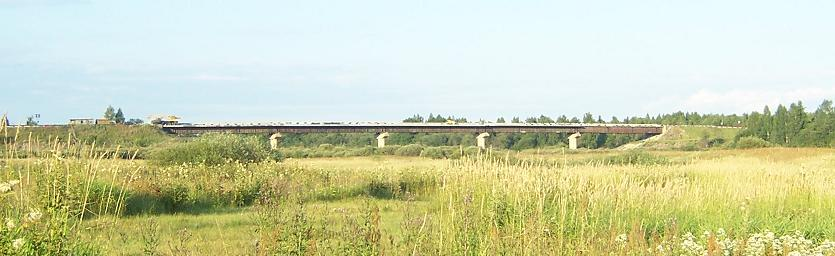

54°52′48″N 32°26′42″E / 54.88000°N 32.44500°E
卡爾德莫沃區（俄语：Карды́мовский райо́н）是俄羅斯的一個區，位於該國西部，由斯摩棱斯克州負責管轄，面積1,093.15平方公里，2010年人口11,852，人口密度每平方公里10.84人。